# Phanoperla flabellare
Phanoperla flabellare är en bäcksländeart som beskrevs av Bill P.Stark och Ignac Sivec 2007. Phanoperla flabellare ingår i släktet Phanoperla och familjen jättebäcksländor. Inga underarter finns listade i Catalogue of Life.